# Leviat
Leviat ist ein Unternehmen für Bauzubehör wie Verankerungstechnik und  Bewehrungstechnik, das elf Marken vereinigt, darunter Halfen, Ancon und Plaka.

## Geschichte
1929 wurde das Unternehmen Halfen gegründet, dass die Halfenschiene produziert, die eine geometrische Ausbildung gegen Betonabplatzungen aufweist. 
2006 wurde Halfen ein Unternehmen der Cement Roadstone Holding in Irland.
Ende 2021 wurde die Halfen GmbH mit der Ancon GmbH und anderen zur Leviat GmbH gebündelt. Es werden über 20.000 Produkte angeboten, im Bereich Verankerungstechnik, Bewehrungstechnik, Montagetechnik, Fassadenbefestigungstechnik, Transportankersysteme und Zugstabsysteme.
Leviat ist in mehr als 60 Ländern tätig.